# Comuna Dobromir, Constanța
Dobromir este o comună în județul Constanța, Dobrogea, România, formată din satele Cetatea, Dobromir (reședința), Dobromiru din Deal, Lespezi, Pădureni și Văleni. Dobromir este singura comună din România în care etnicii turci sunt majoritari. Conform recensământului din 2011, etnia turcă reprezintă 57,76% din populație.

## Demografie
Componența etnică a comunei Dobromir
     Turci (56,71%)
     Români (26,86%)
     Alte etnii (0,12%)
     Necunoscută (16,31%)
Componența confesională a comunei Dobromir
     Musulmani (56,71%)
     Ortodocși (26,8%)
     Alte religii (0,03%)
     Necunoscută (16,46%)
Conform recensământului efectuat în 2021, populația comunei Dobromir se ridică la 3.317 locuitori, în creștere față de recensământul anterior din 2011, când fuseseră înregistrați 3.031 de locuitori. Majoritatea locuitorilor sunt turci (56,71%), cu o minoritate de români (26,86%), iar pentru 16,31% nu se cunoaște apartenența etnică. Din punct de vedere confesional, majoritatea locuitorilor sunt musulmani (56,71%), cu o minoritate de ortodocși (26,8%), iar pentru 16,46% nu se cunoaște apartenența confesională.

## Politică și administrație
Comuna Dobromir este administrată de un primar și un consiliu local compus din 13 consilieri. Primarul, Eugen Iliescu[*], de la Partidul Național Liberal, este în funcție din 1 noiembrie 2024. Începând cu alegerile locale din 2024, consiliul local are următoarea componență pe partide politice:
|  | Partid                    | Consilieri | Componența Consiliului | Componența Consiliului | Componența Consiliului | Componența Consiliului | Componența Consiliului | Componența Consiliului | Componența Consiliului |
|  | ------------------------- | ---------- | ---------------------- | ---------------------- | ---------------------- | ---------------------- | ---------------------- | ---------------------- | ---------------------- |
|  | Partidul Național Liberal | 7          |                        |                        |                        |                        |                        |                        |                        |
|  | Partidul Social Democrat  | 6          |                        |                        |                        |                        |                        |                        |                        |